# Dimma

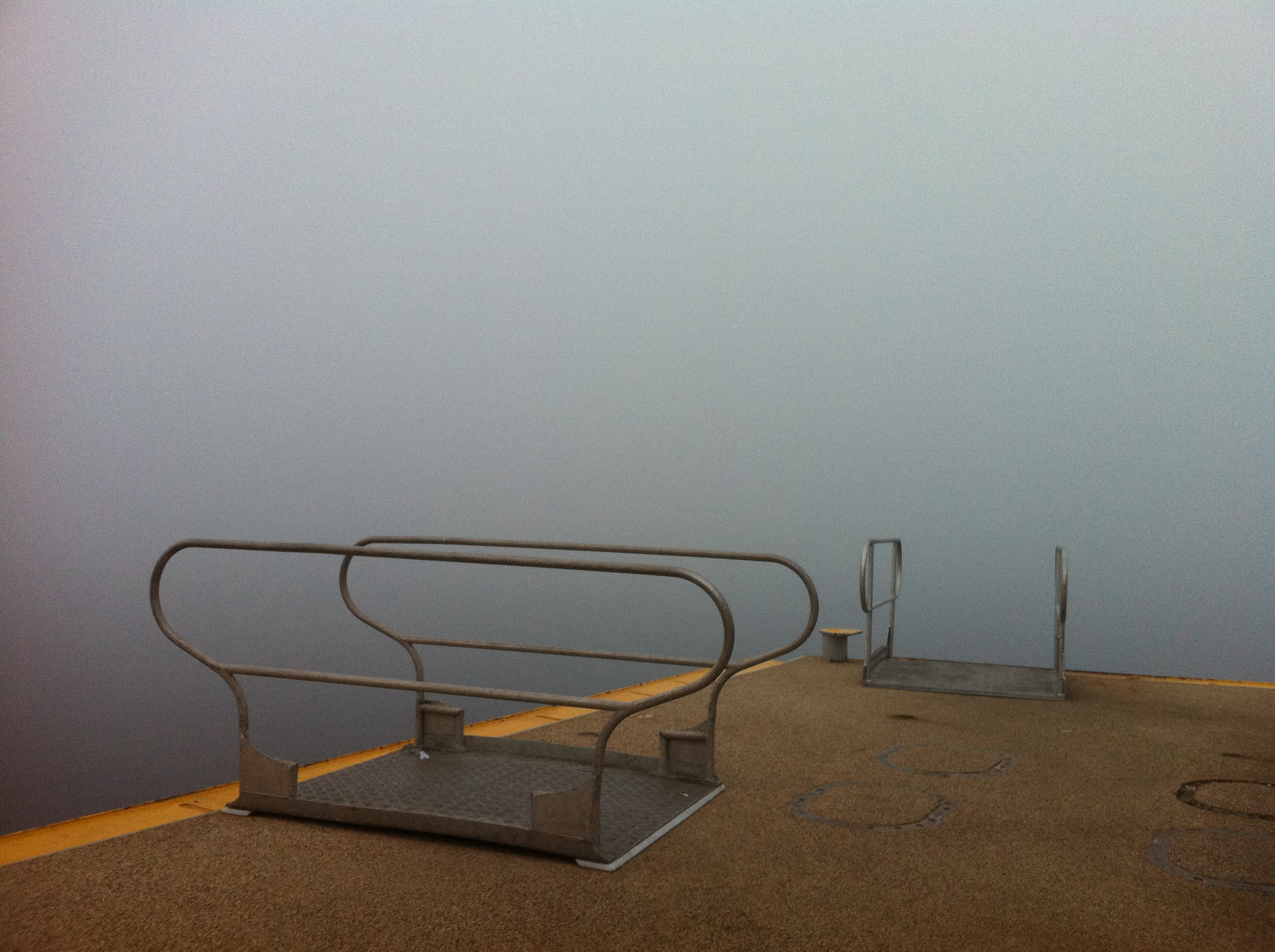
Dimma vid ett färjeläge på Styrsö i Göteborg, 2012

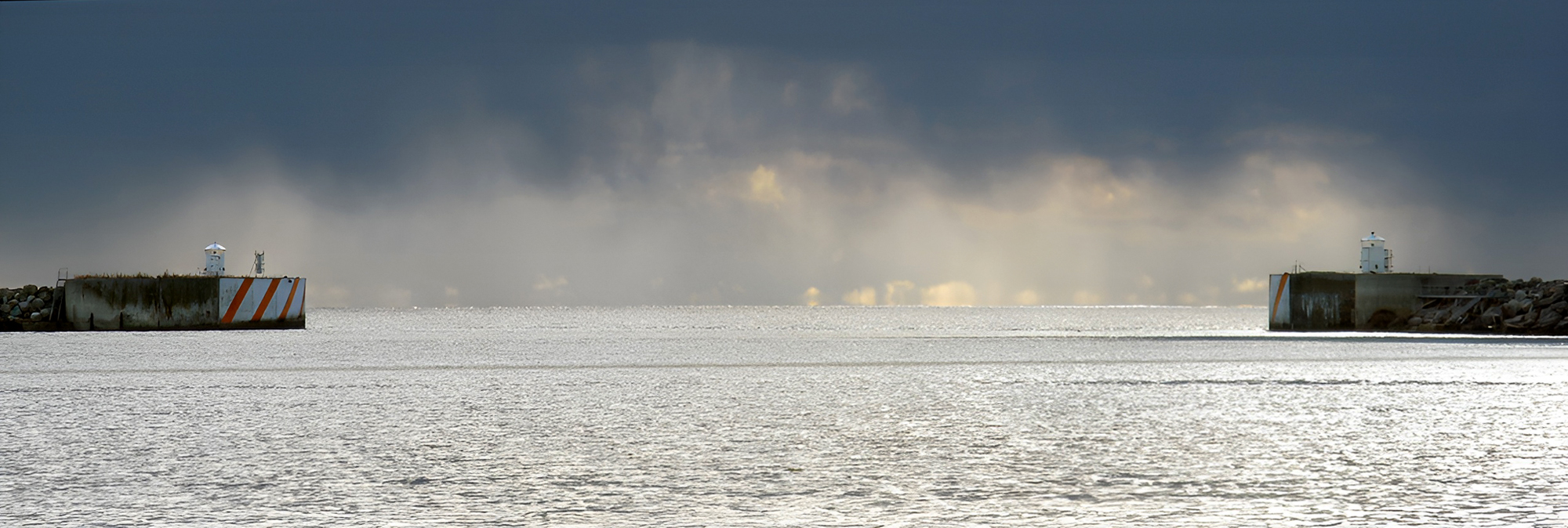
Dimma vid inloppet till Ystads hamn 2011.

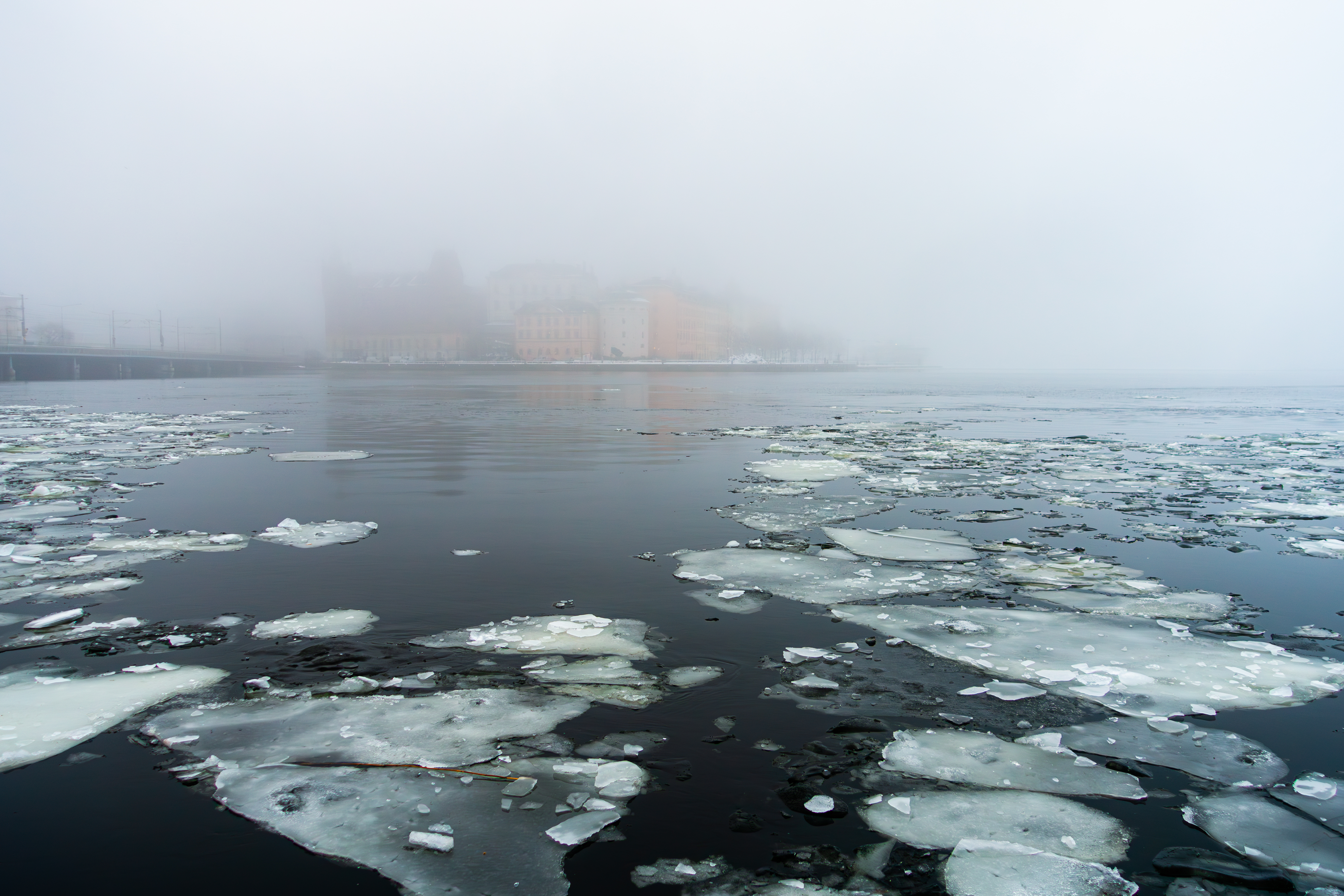
Dimma över Riddarfjärden med Gamla stan i fonden i februari 2024.

Dimma innebär att luften är så bemängd med små vattendroppar att sikten är mindre än 1 km. Är sikten mellan 1 km och 1 mil talar man istället om dis. Om dimman består av iskristaller kallas den för isdimma. Mellan dimma och moln finns ingen principiell skillnad, endast att moln inte når marken.
Fysikaliskt sett är dimma en typ av kolloid, där vätskepartiklar är finfördelade i gas.
För att dimma ska bildas krävs att luften är mättad med vattenånga. Det måste dessutom finnas så kallade kondensationskärnor (mikroskopiska partiklar i luften – rök, stoft, damm) på vilka vattenångan kan kondensera.
Dimma uppstår antingen när fuktig luft avkyls till daggpunkten (strålningsdimma och advektionsdimma) eller när luftens fukthalt ökas (frontdimma och sjörök).
- Strålningsdimma bildas över land då marken i klart väder nattetid avkyls. Den kan sedan med landbrisen driva ut till havs. Den lättar oftast strax efter soluppgången. Har det regnat under dagen och klarnar upp till en vindstilla natt är risken för strålningsdimma ganska stor. Den är vanligast under sensommaren och hösten.
- Advektionsdimma bildas när fuktig luft förs ut över en kall land- eller vattenyta. Den hör samman med frisk vind och till skillnad från strålningsdimman täcker den ofta stora områden och kan ligga kvar i flera dygn exempelvis efter en varmfrontspassage under våren eller försommaren. Till havs är den vanligast i samband med frånlandsvind.
- Frontdimma kan uppstå när en front (vanligen en varmfront) passerar och regn faller genom en kallare luftmassa. Den rör sig med fronten och är normalt ganska kortlivad.
- Sjörök hör till höst och vinter och bildas då kall luft rör sig över vatten med högre temperatur. Avdunstningen från vattenytan mättar luften och "sjön ryker". En typisk situation är när det blåser svagt från snötäckt mark ut över öppet vatten - en älv eller havet.
- Orografisk dimma bildas då en luftmassa tvingas upp då den rör sig över ett berg. Luften expanderar och avkyls adiabatiskt varvid lufttemperatur och daggpunkt sammanfaller. Icke att förväxla med låga moln runt bergstoppar.

Dimma är vanligare under vintern än under sommaren och är normalt tätast runt soluppgången. I Sverige är dimma vanligast i fjällkedjan, över sydsvenska höglandet, i Hanöbukten och vid Upplandskusten.

## Bilder

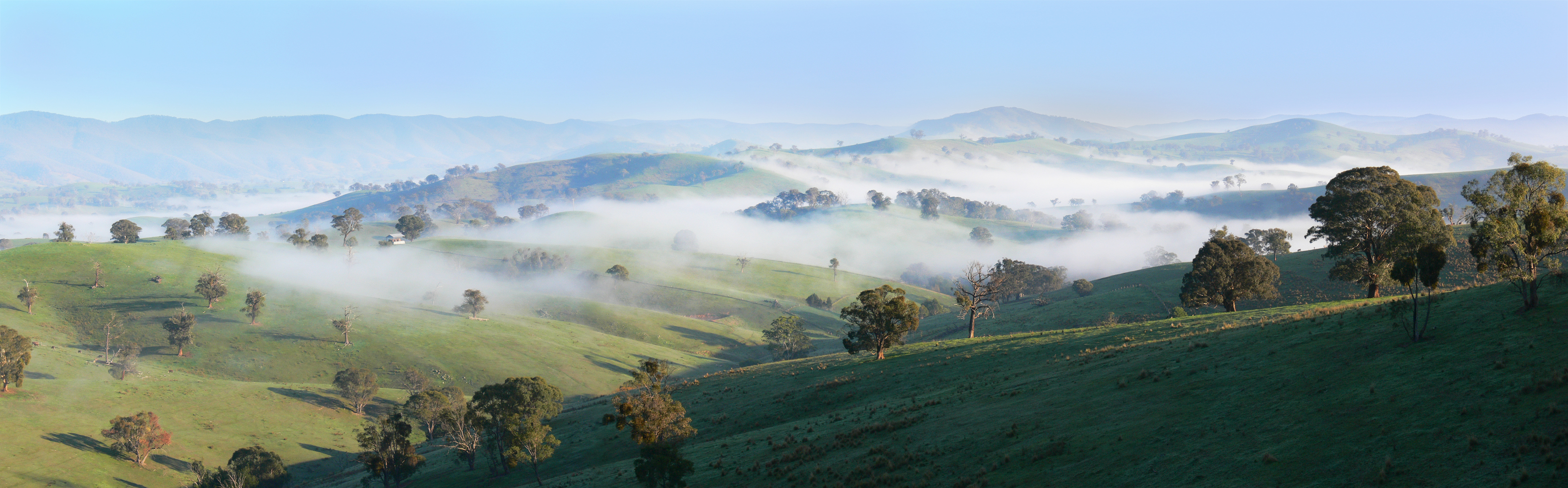
Strålningsdimma
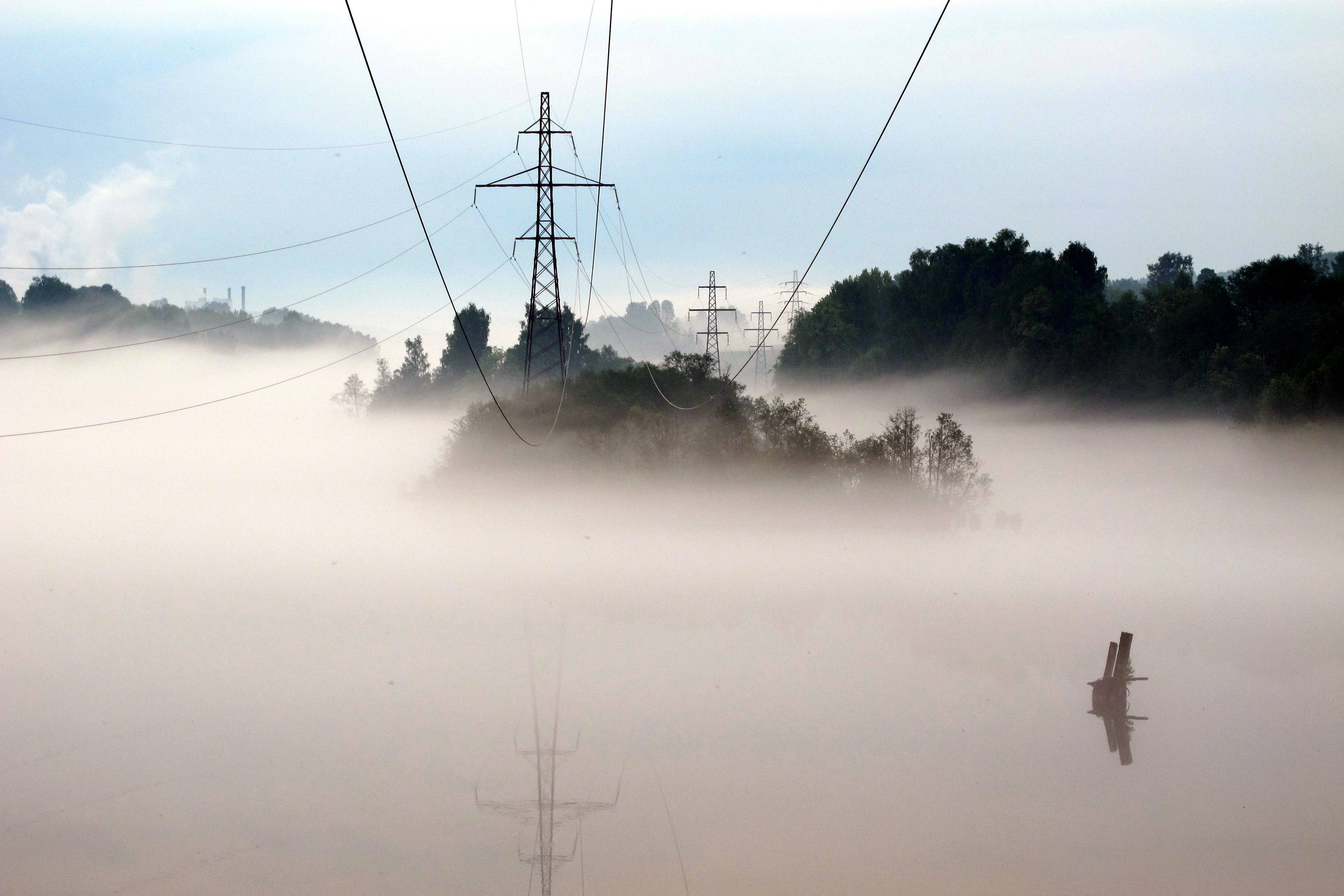
Advektionsdimma
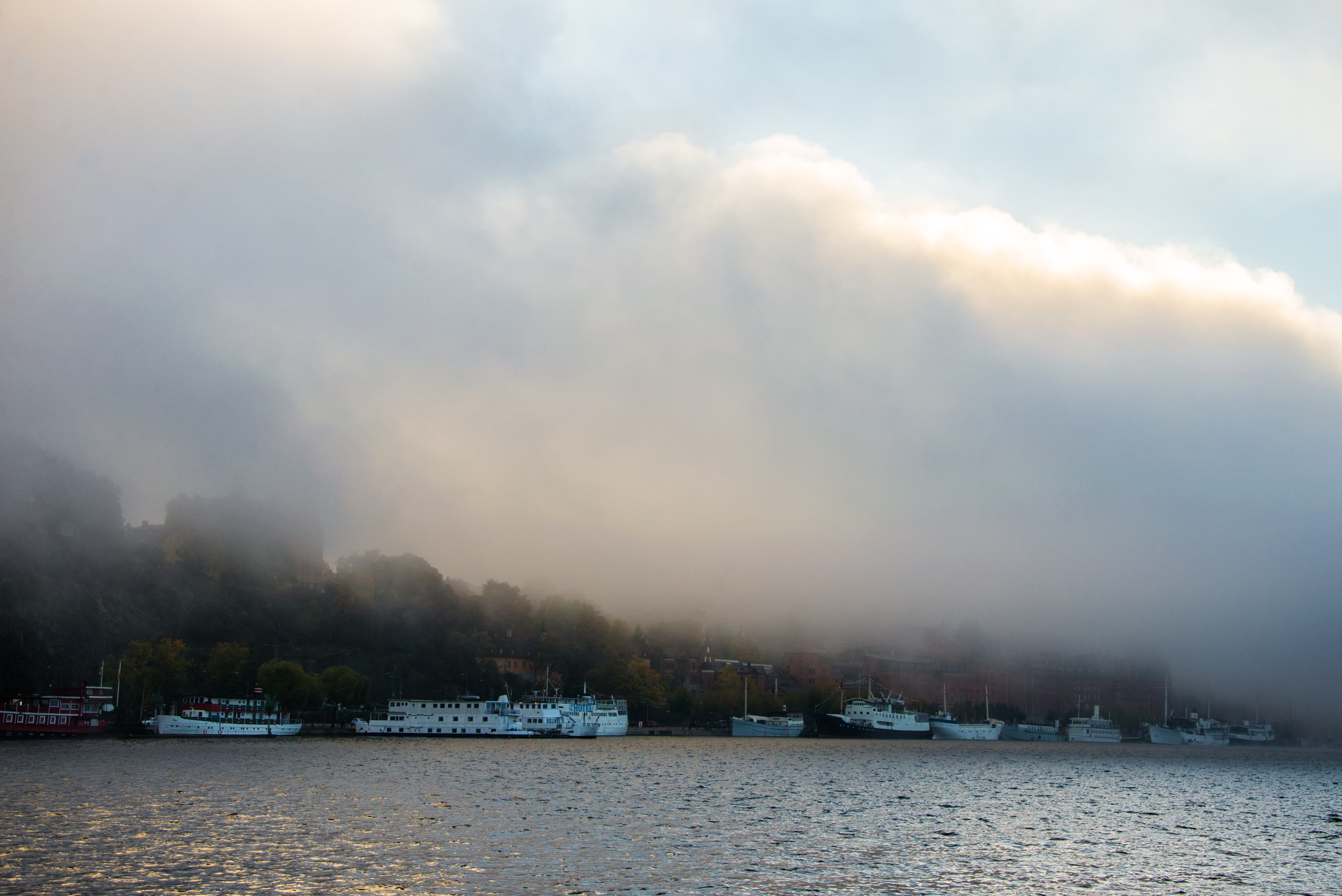
Frontdimma
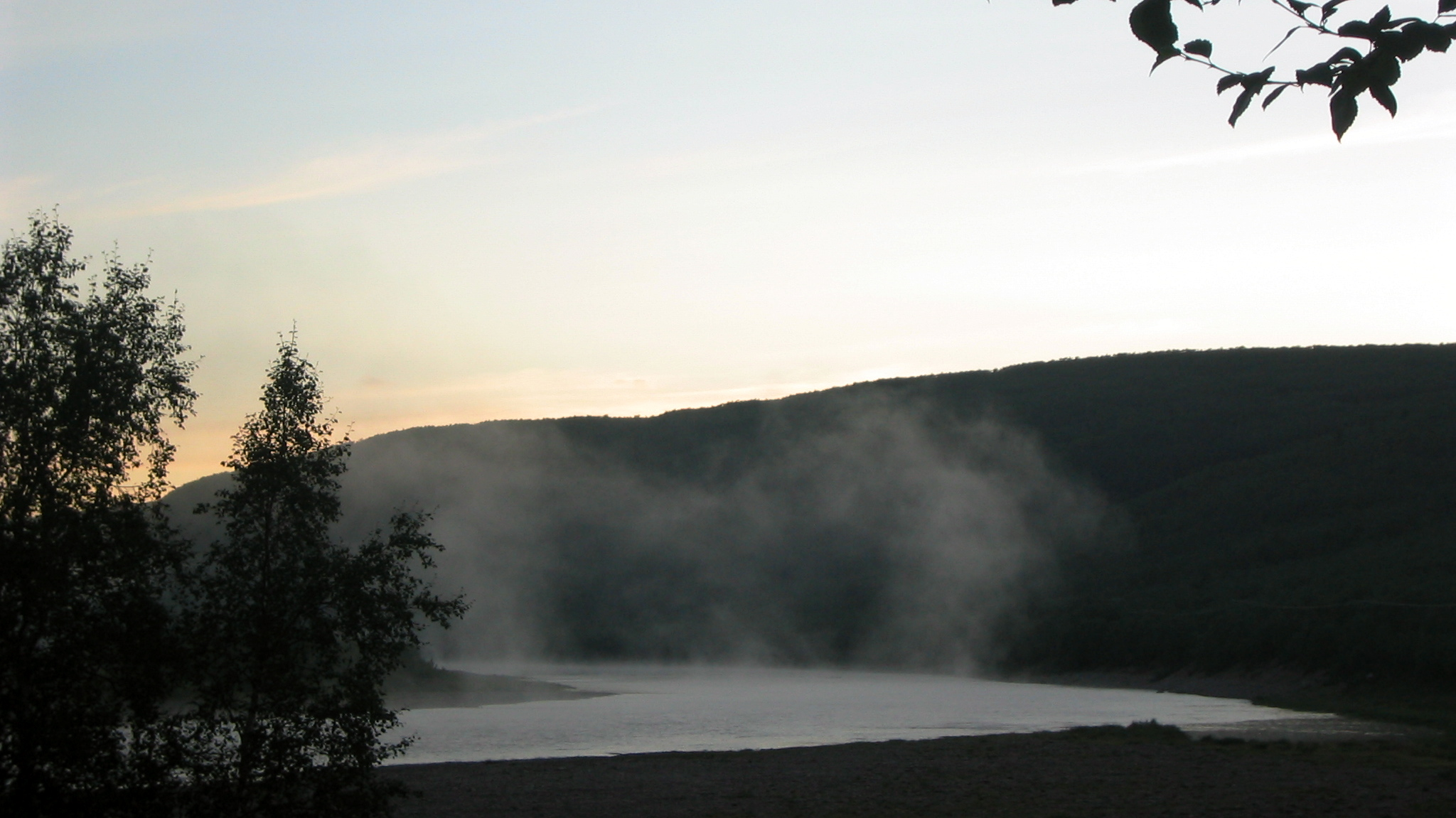
Sjörök
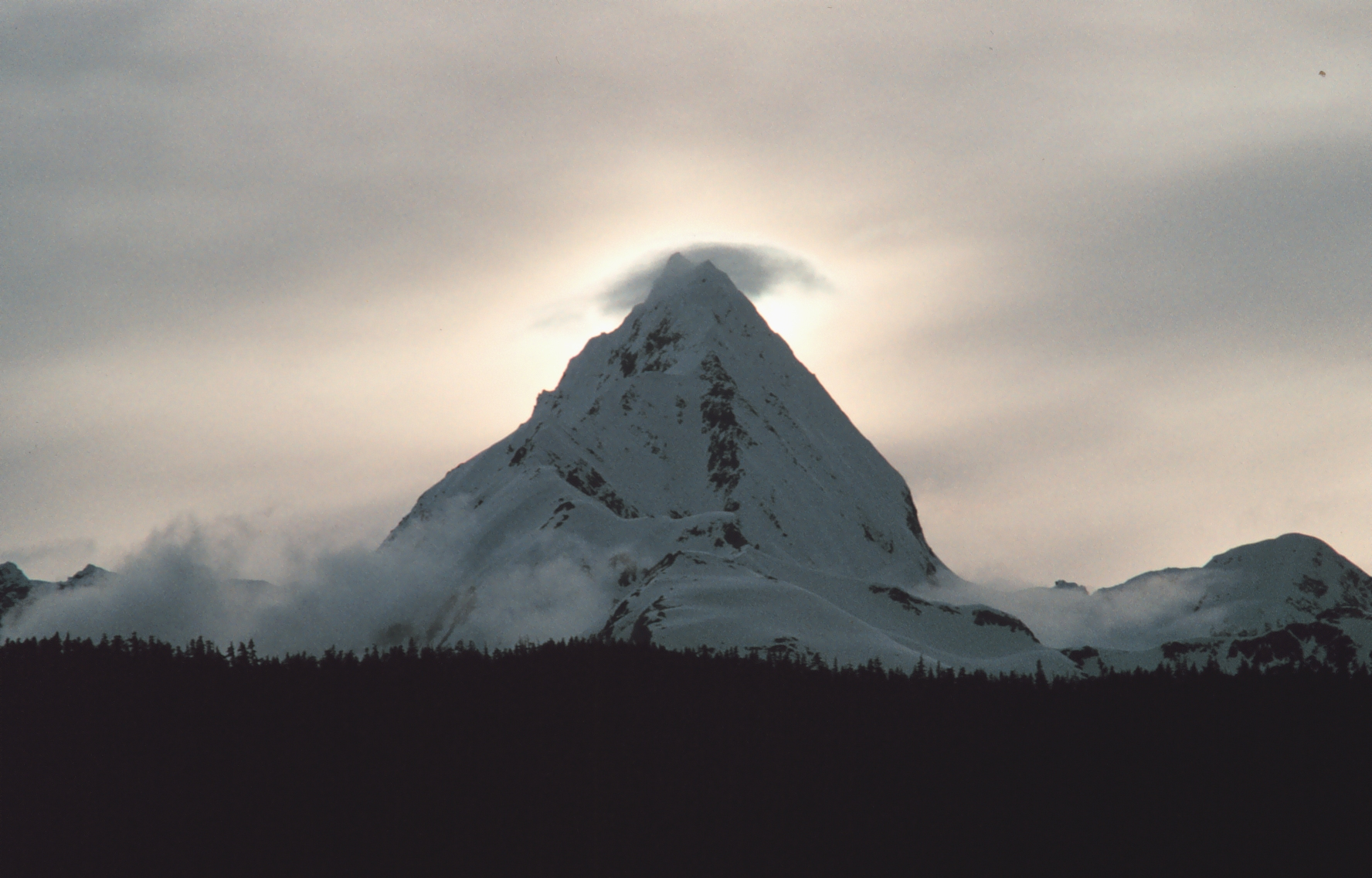
Ortografisk dimma
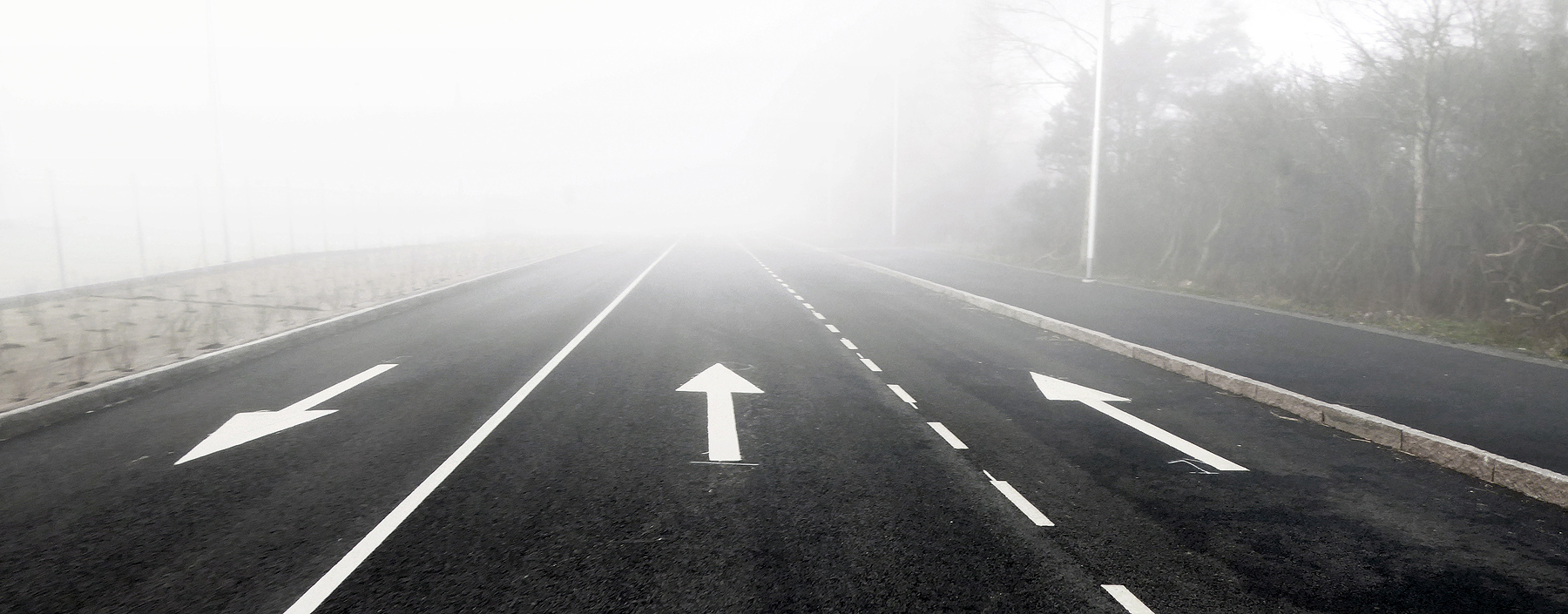
Dimma vid Södra Dragongatan i Ystad 15 feb 2019.